# Gorytes albilabris
Gorytes albilabris (Syn. Gorytes albidulus) ist ein Hautflügler aus der Familie der Crabronidae. 

## Merkmale
Die Grabwespe ist 7 bis 10 Millimeter lang und hat eine weißgelbe bis weiße Zeichnung.

## Vorkommen
Die Art ist in Europa vom Mittelmeer bis zu den Britischen Inseln und Skandinavien und östlich bis Kleinasien und in die Mongolei verbreitet. Die wärmeliebende Art ist in Mitteleuropa sehr selten und gilt in Teilen Deutschlands als ausgestorben.

## Lebensweise
Über die Lebensweise der Art ist bisher nichts bekannt.